# Serviços Municipalizados de Transportes Urbanos de Coimbra

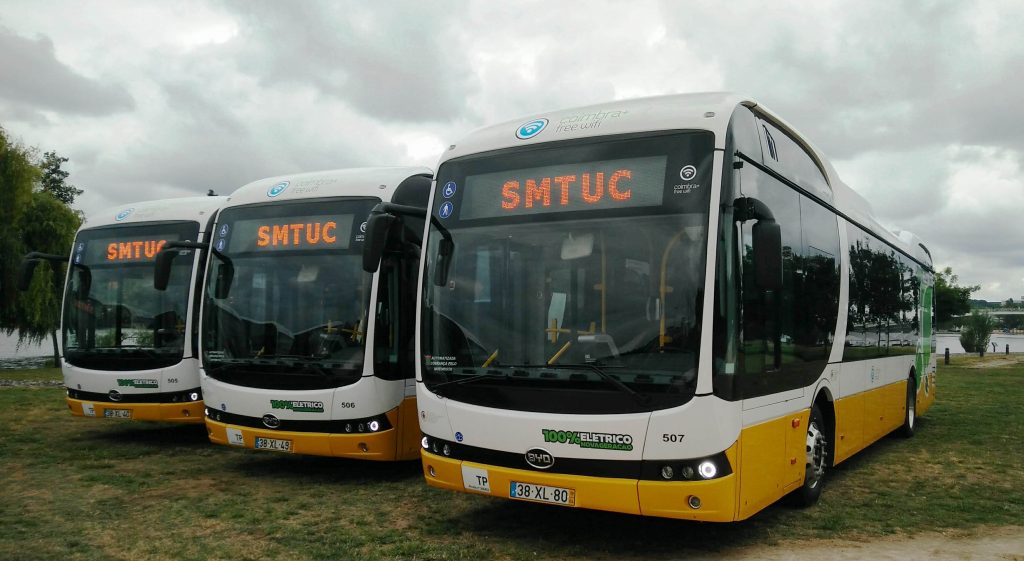
Autocarros elétricos dos SMTUC.

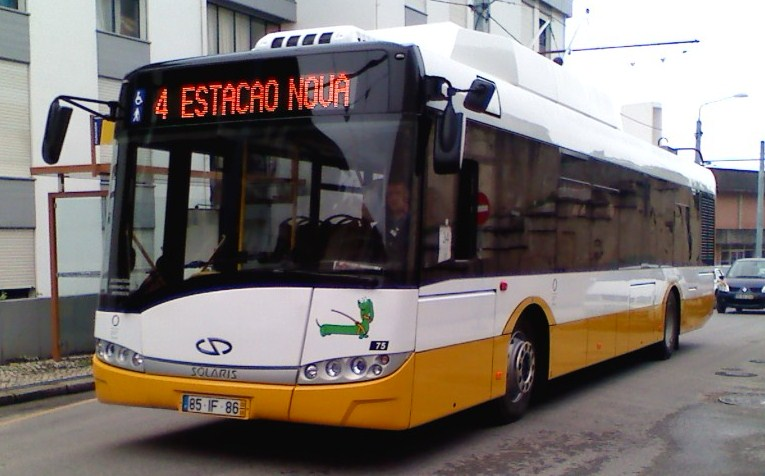
Troleicarro Trolino Solaris dos SMTUC.

Os Serviços Municipalizados de Transportes Urbanos de Coimbra (SMTUC) são os responsáveis pela gestão da rede de autocarros e troleicarros e de um elevador público no concelho de Coimbra, Portugal. Em 2014, um autarca do Barreiro considerou que este é um tipo de «serviço público raro, apenas existente em cinco concelhos no país»

## Frota
A SMTUC dispõe 142 viaturas, das quais:
- quatro são para transportar pessoas com deficiência
- Trinta e quatro têm ar condicionado
- Dezoito são acessíveis a pessoas que andam em cadeiras de rodas

A libré é branca (cerca de 90% da parte superior do veículo) e amarela (listas ou riscas na parte inferior).

## Serviços

### Carreiras
- 2T Manutenção ⇆ Vil de Matos
- 4 Estação Nova ⇆ Santo António dos Olivais (via Celas)
- 5 Pedrulha ⇆ Estádio
- 5F Pedrulha ⇆ Parque
- 5T Pedrulha ⇆ Vale das Flores
- 6 Hospital dos Covões (Cimo de Fala) ⇆ Hospitais U.C.
- 6F Fala ⇆ Hospitais U.C.
- 7 Arnado ⇆ Tovim
- 7T Palácio da Justiça ⇆ Tovim
- 9 Parque ⇆ Casal da Misarela
- 9F Parque ⇆ Casal da Misarela (via Parque de Campismo)
- 10 Parque ⇆ Hospital Sobral Cid
- 10A Parque ⇆ Hospital Sobral Cid (regresso via Assafarge)
- 10F Beira Rio ⇆ Hospital Sobral Cid (via Assafarge)
- 11 Arnado ⇆ Bairro Norton de Matos (via Rua Verde Pinho)
- 12 Beira Rio ⇆ Taveiro (via Ribeira de Frades)
- 12A Beira Rio ⇆ Taveiro (via Estrada Antiga)
- 12R Beira Rio ⇆ Taveiro (via variante)
- 13 Beira Rio ⇆ Valongo (via Espírito Santo das Touregas)
- 13P Beira Rio ⇆ S. Martinho do Bispo (Piscinas)
- 13T Beira Rio ⇆ Valongo (via Espírito Santo das Touregas; regresso via Coalhadas)
- 14 Portagem ⇆ S. Martinho do Bispo (via Estação Velha)
- 14T Beira Rio ⇆ S. Martinho do Bispo (via Covões)
- 16 Manutenção ⇆ Carapinheira da Serra
- 16F Manutenção ⇆ Carapinheira da Serra (via Chão do Bispo)
- 16G Manutenção ⇆ Rocha Velha
- 17 Beira Rio ⇆ Casal da Bemposta
- 18 Portagem ⇆ Hospital Sobral Cid (via Assafarge)
- 18E Portagem ⇆ Hospital Sobral Cid (via Escola 2,3 de Ceira)
- 18F Portagem ⇆ Hospital Sobral Cid (regresso via Lages)
- 19 Praça da República ⇆ S. Paulo de Frades (via Lordemão)
- 19A Praça da República ⇆ Cova do Ouro (regresso via S. Paulo de Frades)
- 19R Praça da República ⇆ S. Romão (via Lordemão)
- 19T Praça da República ⇆ Cova do Ouro (via Lordemão)
- 20 Portagem ⇆ Valongo (via Casais)
- 20T Portagem ⇆ Valongo (via Coalhadas)
- 21 Beira Rio ⇆ Arzila (via Ribeira)
- 21A Beira Rio ⇆ Arzila (via estrada antiga)
- 21R Beira Rio ⇆ Arzila (via variante)
- 21T Beira Rio ⇆ Lameira-Arzila (via variante)
- 22 Portagem ⇆ Escola Inês de Castro (via Fala)
- 22F Portagem ⇆ Escola Inês de Castro (regresso via Santa Clara)
- 23 Portagem ⇆ Ceira (escola) (via Hospital Sobral Cid)
- 23C Portagem ⇆ Ceira (via Hospital Sobral Cid)
- 23F Portagem ⇆ Hospital Sobral Cid (regresso via Assafarge)
- 24 Arnado ⇆ Quinta da Nora
- 24T Palácio da Justiça ⇆ Quinta da Nora
- 25 Praça da República ⇆ Casal da Rosa
- 25T Praça da República ⇆ Santa Apolónia
- 26 Praça da República ⇆ Chão do Bispo
- 27 Praça da República ⇆ Bairro do Ingote (ida via Bairro do Brinca; regresso via H.U.C.)
- 27F Praça da República ⇆ Bairro do Ingote (via Bairro do Brinca)
- 28 Universidade ⇆ Bairro do Ingote (via Monte Formoso)
- 28F Praça da República ⇆ Bairro do Ingote (via Monte Formoso)
- 29 Estação Coimbra-B ⇆ Hospitais U.C.
- 30 Rua Antero de Quental ⇆ Redonda (via S. Paulo de Frades)
- 30A Praça da República ⇆ Redonda (via S. Paulo de Frades)
- 30F Praça da República ⇆ Lordemão (via S. Paulo de Frades)
- 30T Rua Antero de Quental ⇆ Lordemão (via S. Paulo de Frades)
- 31 Arnado ⇆ Cruz dos Morouços
- 32 Beira Rio ⇆ Vila Pouca do Campo (via Ribeira de Frades)
- 32A Beira Rio ⇆ Vila Pouca do Campo (via Estrada Antiga)
- 32R Beira Rio ⇆ Vila Pouca do Campo (via variante)
- 33 Portagem ⇆ Manutenção
- 33R Portagem ⇆ Manutenção (via Quinta da Romeira)
- 34 Universidade ⇆ Pólo II da Universidade
- 34T Universidade ⇆ Pólo II da Universidade (via Quinta da Portela)
- 35 Hospitais U.C ⇆ Pedrulha
- 36 Praça da República ⇆ Ponte de Eiras (ida via Eiras; regresso via H.U.C.)
- 36F Hospitais U.C ⇆ Ponte de Eiras
- 36T Praça da República ⇆ Ponte de Eiras (regresso via H.U.C.)
- 37 Vale das Flores ⇆ Hospitais U.C.
- 38 Santa Clara ⇆ Pólo II da Universidade (via Fórum)
- 38F Santa Clara ⇆ Pólo II da Universidade (ida via Açude-Ponte; regresso via Quinta da Portela)
- 38T Pólo II da Universidade ⇆ Portagem
- 39 Palácio da Justiça ⇆ Ribeiro de Vilela
- 41 Alqueves ⇆ Vale das Flores
- 42M Misarela ⇆ Solum
- 42T Portagem ⇆ Vale de Canas
- 42V Portagem ⇆ Misarela (via Misarela)
- 43 Parque ⇆ Almalaguês
- 43T Portagem ⇆ Almalaguês (ida via Quinta da Nora)
- 43V Portagem ⇆ Almalaguês (ida e regresso via Quinta da Nora)
- 44 Portagem ⇆ Monforte (via Anaguéis)
- 45 Portagem ⇆ Zorro
- 47 Portagem ⇆ Cernache (via Loureiro)
- 47F Portagem ⇆ Cernache (via Covões e Loureiro)
- 48 Portagem ⇆ Assafarge (via Covões)
- 48T Portagem ⇆ Iparque (via Covões)
- 49 Portagem ⇆ Cernache
- 49T Portagem ⇆ Cernache (regresso via Vila Nova)
- 50 Manutenção ⇆ Sargento-Mor (via Trouxemil; regresso via Souselas)
- 50M Manutenção ⇆ Sargento-Mor (via Trouxemil; regresso via Marmeleira e Souselas)
- 50S Manutenção ⇆ Sargento-Mor (via Souselas e Marmeleira; regresso via Trouxemil)
- 50T Manutenção ⇆ Sargento-Mor (via Souselas; regresso via Trouxemil)
- 51 Manutenção ⇆ Marmeleira (via Souselas)
- 52 Pedrulha ⇆ Póvoa do Loureiro (via Mata de S. Pedro)
- 52M Pedrulha ⇆ Mata de S. Pedro
- 52P Pedrulha ⇆ Póvoa do Loureiro
- 52T Pedrulha ⇆ Mata de S. Pedro (via Botão)
- 53 Ponte de Eiras ⇆ Brasfemes
- 53T Ponte de Eiras ⇆ Bostelim (via Brasfemes)
- 103 Estação Nova ⇆ Santo António dos Olivais (via Universidade)
- 201 Cernache ⇆ Vila Pouca de Cernache (regresso via Orelhudo)
- 204 São José ⇆ Flor da Rosa (via Braçais e Casal Novo)

### Outros serviços

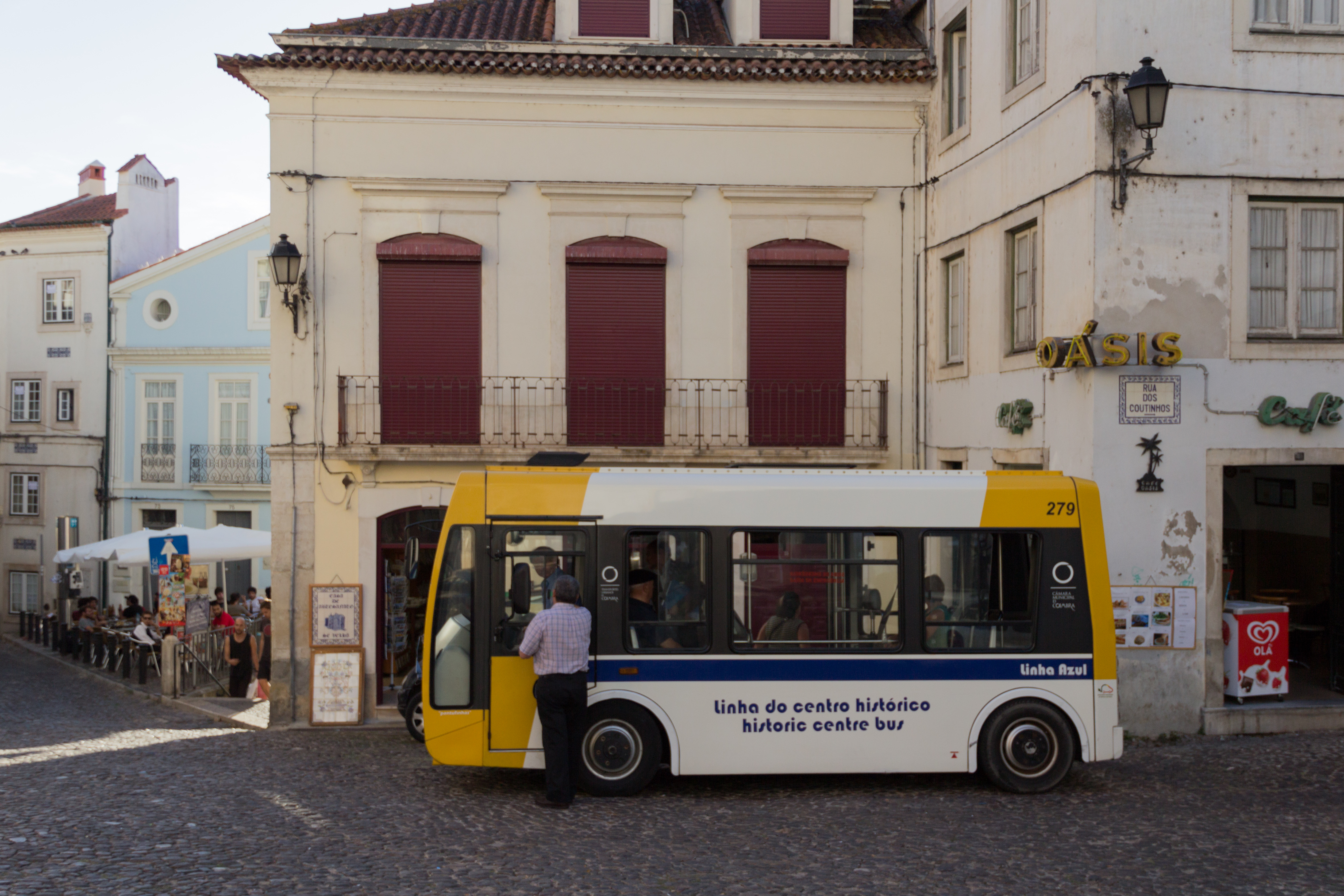
Linha, circulando no centro histórico.

- 7+23 Feira dos 7 e 23: Beira Rio ⇆ Parque da Feira (esta carreira apenas se efectua nos dias de feira)
- Azul Linha Azul: Portagem ↻ Sé Velha[2]
- Bot Linha Botânico: Rossio de Santa Clara ⇆ Universidade
- EdM Elevador do Mercado

### Carreiras extintas

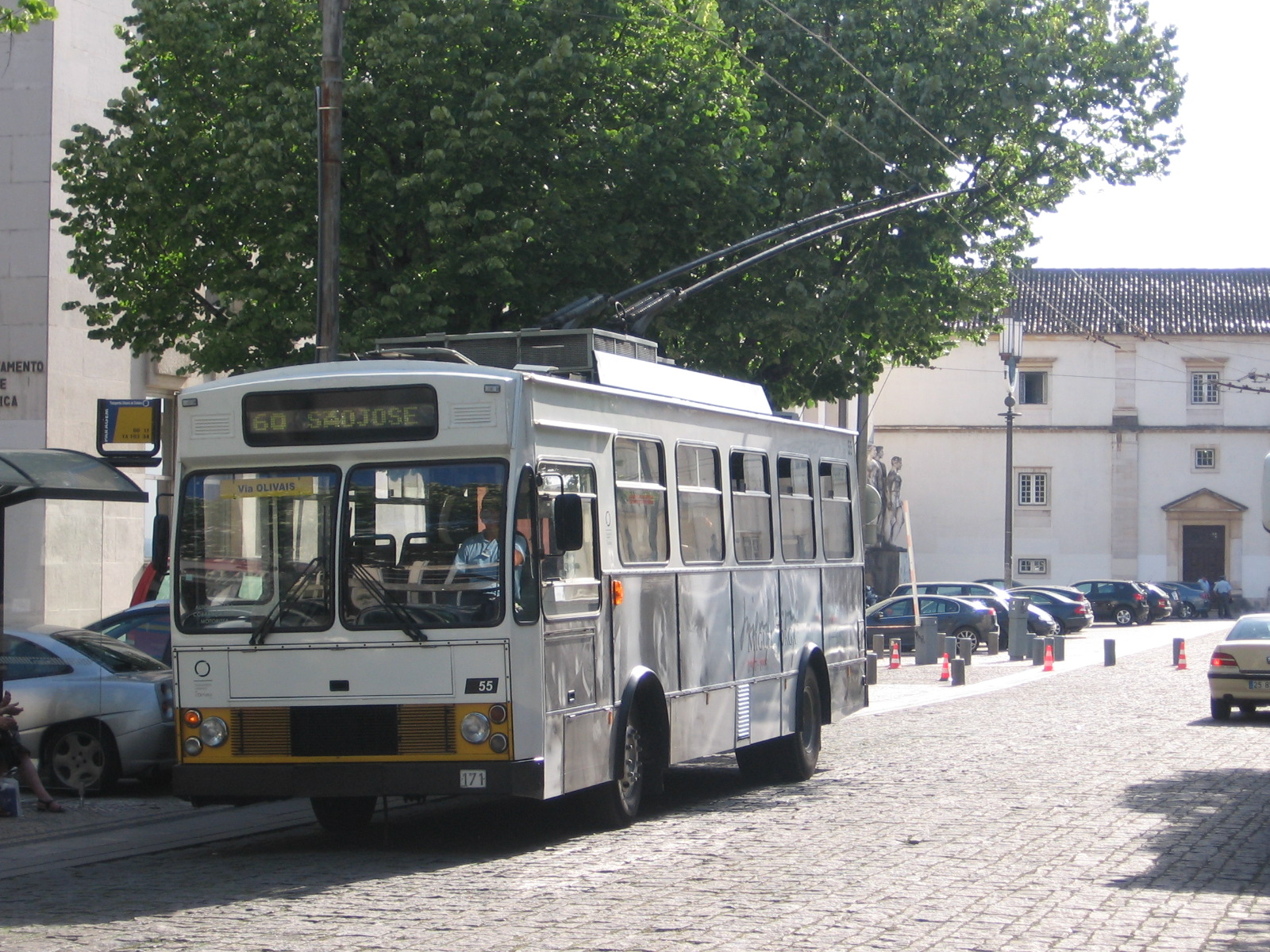
Veículo 171=55, servindo a carreira dos SMTUC.

- 60 São José ⇆ Universidade
Começou a circular a 15 de maio de 2008 (com o número da carreira a refletir os 60 anos dos SMTUC), utilizando a rede de troleicarros,[3] tendo sido descontinuada posteriormente.[quando?]

## Observações
1. ↑  Braga, Aveiro, Coimbra, Portalegre, e Barreiro.[1]